# Bernardo de Irigoyen (Misiones)
Bernardo de Irigoyen è una città dell'Argentina, capoluogo del dipartimento di General Manuel Belgrano nella provincia di Misiones. È un importante valico frontaliero con il Brasile.

## Geografia
Bernardo de Irigoyen è la cittadina più orientale dell'Argentina e sorge lungo la frontiera con il Brasile. Sul lato opposto del confine sorgono le località di Dionísio Cerqueira, nello stato di Santa Catarina, e Barracão, nello stato di Paraná.

## Toponimia
La cittadina prende il nome dall'omonimo diplomatico e politico radicale argentino. 

## Infrastrutture e trasporti
Bernardo de Irigoyen è il punto finale della strada nazionale 14, una delle due principali arterie di comunicazione della regione della Mesopotamia argentina.